# Cinnamomum dasyanthum
Cinnamomum dasyanthum är en lagerväxtart som beskrevs av Friedrich Anton Wilhelm Miquel. Cinnamomum dasyanthum ingår i släktet Cinnamomum och familjen lagerväxter. Inga underarter finns listade i Catalogue of Life.